# Saltum
Saltum is een plaats in de Deense regio Noord-Jutland, gemeente Jammerbugt. De plaats telt 715 inwoners (2008).